# Káto Ákria
Káto Ákria (grec moderne : Κάτω Άκρια) est une localité située dans le dème de Gortyne, dans le district régional d'Héraklion, dans la periphérie de Crète, en Grèce.
Selon le recensement de 2011, elle compte 23 habitants.